# Fissarena barlee
Fissarena barlee är en spindelart som beskrevs av Norman I. Platnick 2002. Fissarena barlee ingår i släktet Fissarena och familjen Trochanteriidae.
Artens utbredningsområde är Western Australia. Inga underarter finns listade i Catalogue of Life.